# 金門建築

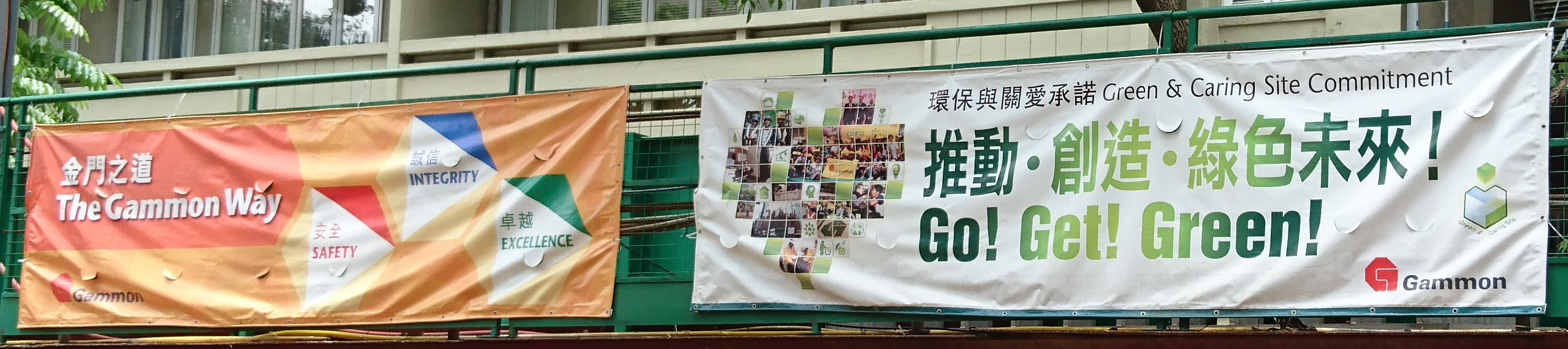
金門建築宣傳標語

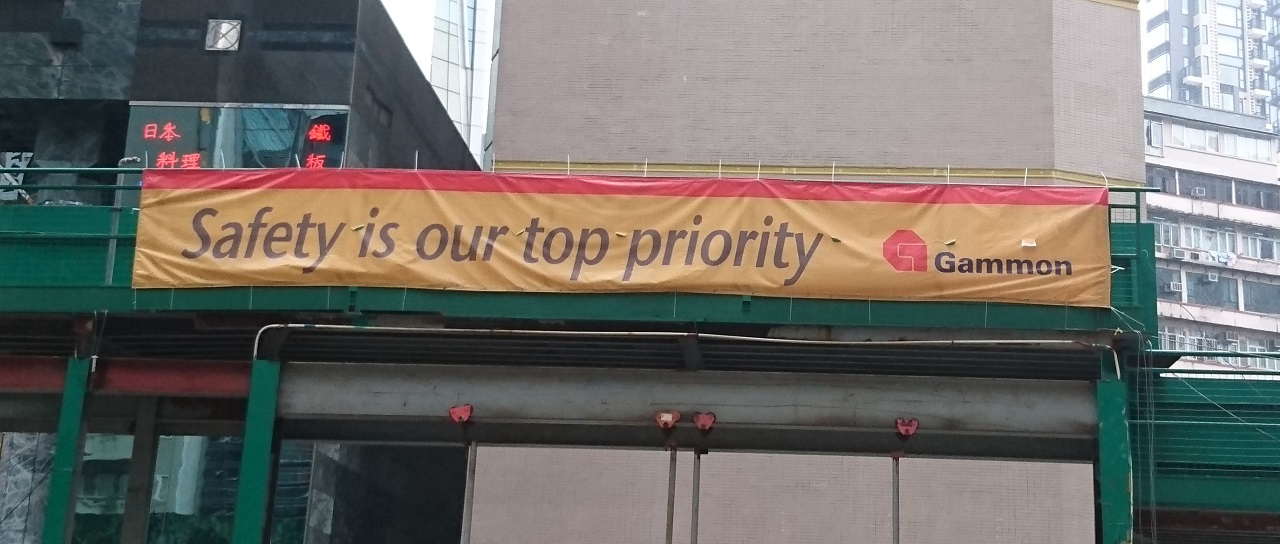
金門建築宣傳標語

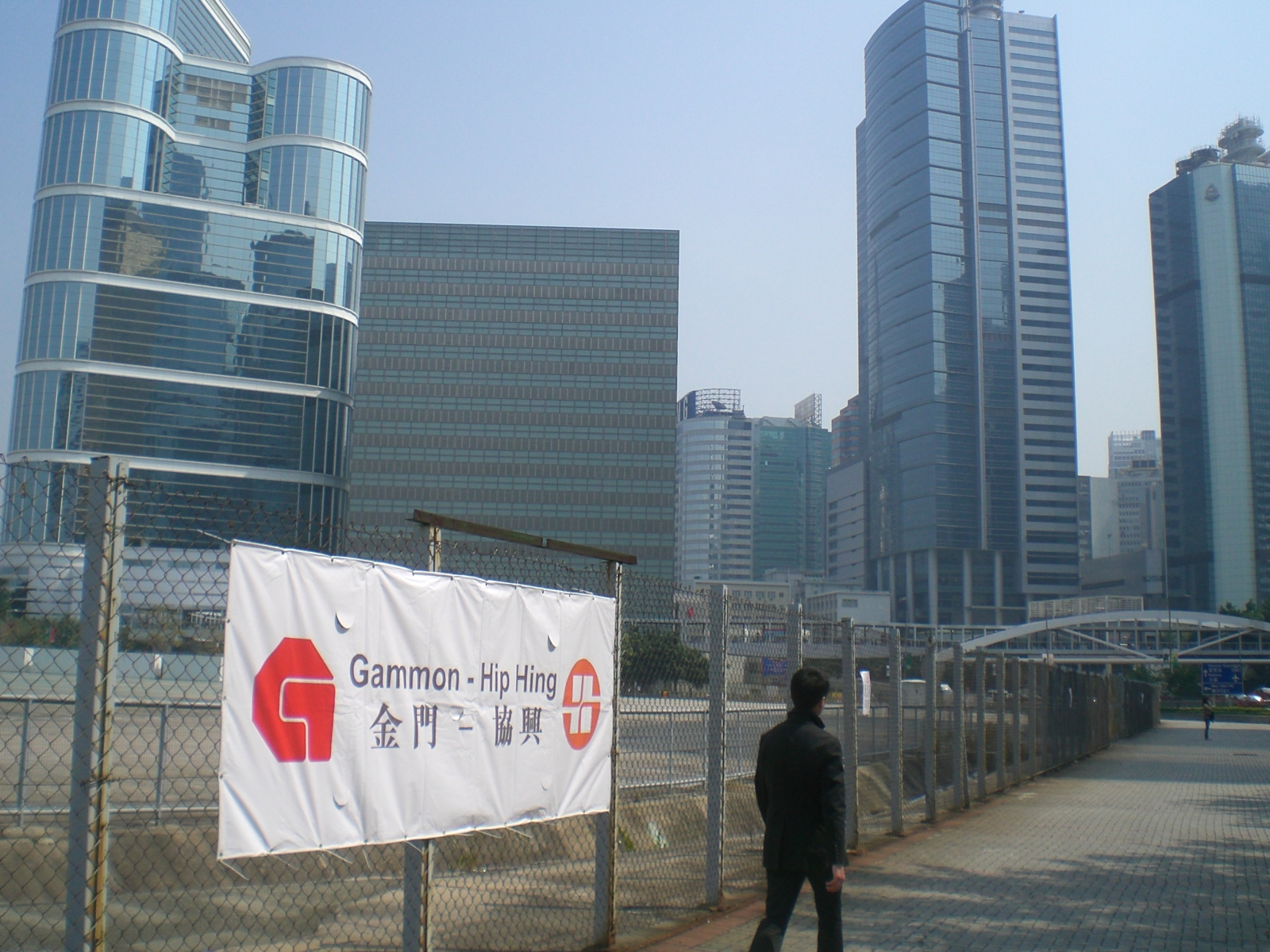
添馬艦發展工程 (設計A)

金門建築有限公司（英語：Gammon Construction Limited，簡稱金門建築）是怡和洋行和保富集團的合資公司，源頭可以追溯至1919年由約翰·金門於印度創立的總公司。金門建築總部位於香港九龍牛頭角海濱道77號海濱匯1座22樓，並於將軍澳創新園設有後勤廠房，主要業務是建築及土木工程。自1955年起，於修建香港啟德機場起獨立，於1970年至1975年在香港上市。在約1970年代購置了金鐘兵房以興建金門大廈而更著名。1975年上半年，怡和宣佈私有化金門建築。金門建築現時是香港及亞太地區不少建築工程的總承建商，工程種類包括商業寫字樓、住宅、商場、酒店、社區中心、工廠、街道、橋樑、鐵路、車站、隧道、食水供應系統、污水及廢料處理等。2004年，英國保富集團輾轉間獲得金門建築50%控股權。

## 擁有權
- 1969年，怡和於開始購入小量金門建築股權
- 1970年金門建築上市
- 1975年5月，怡和宣佈以每九股面值六元的怡和股票，換取十股面值五元的金門建築股票，並作出私有化。
- 1983年，怡和把金門建築一半股權售予特拉法加集團，一間在英國涉及建築，航運和物業的公司。金門則透過怡和與特拉法加集團成為亞太區首屈一指的公司。
- 其後怡和全面收購特拉法加集團，令金門建築再次成為怡和全資擁有。
- 1996年，怡和把特拉法加集團售予克瓦納公司，克瓦納公司從而獲得仍屬特拉法加資產的一半金門建築的股權。
- 2000年，斯勘斯卡公司收購克瓦納公司的建築業務（當中包括一半金門建築的股權）。
- 2004年，英國國際建築工程公司保富集團向斯勘斯卡公司購入所持的一半金門建築股權。

## 建設

### 土木工程

#### 道路建造、擴建及維修
- 香港仔隧道（金門、寶嘉、豪赫蒂夫、Sentab聯營）
- 青馬大橋
- 屯門公路東路段（荃灣至青龍頭）重建及改善工程項目
- 舊政務司官邸附近道路交匯處與粉嶺之間的吐露港公路/粉嶺公路擴闊工程
- 八號幹線–南灣隧道及青衣西高架道
- 深圳灣公路大橋香港段（舊稱深港西部通道香港段；與斯堪卡、中铁大桥局合作建造）[1]
- 港深西部公路（舊稱后海灣幹線）-北段[2]
- 青衣北岸公路
- 青山公路改善工程
- 龍翔道及呈祥道改善工程
- 屯門88區　龍富路 ,散石灣村路TDD contract TM88/98
- 梳士巴利道行車隧道及相關的道路改善工程
- 港珠澳大橋勘探工程
- 屯門至赤鱲角連接路的勘探工程
- 東區走廊改善工程北角交匯處至西灣河段
- 嘉龍村與小欖之間的青山公路改善工程
- 新界東和香港島快速公路維修（2005–2013）
- 屯門至赤鱲角連接路 – 南面連接路高架道路段設計與建造工程合約
- 屯門至赤鱲角連接路-北面連接路隧道大樓及機電工程合約
- 灣仔發展計劃第二期 – 橫跨港鐵荃灣線段的中環灣仔繞道
- 中九龍幹線啟德西工程（合約編號：HY/2014/07）
- 中九龍幹線大樓及機電工程合約 (合約編號 HY/2019/13)
- 西沙路擴闊工程(泥涌至大洞)(金門新輝建築聯營有限公司)
- 洪水橋／厦村新發展區第二期發展 合約三 – 工地平整和基礎設施工程（與顯豐工程聯營）
- 洪水橋／厦村新發展區第二期發展 合約五 – 工地平整和基礎設施工程（與顯豐工程聯營）

#### 鐵路相關
- 西九龍總站北面部分
- 西九龍總站連接隧道（南）
- 港鐵港島線西延（香港大學站工程與西松建設聯營）
- 港鐵金鐘站（荃灣線及港島線部分，與寶嘉、豪赫蒂夫等合營）
- 港鐵油麻地站
- 港鐵旺角站
- 港鐵太子站（觀塘綫）（東面大堂）
- 港鐵樂富站（與寶嘉、豪赫蒂夫等合營）
- 港鐵觀塘線旺角至觀塘段及荃灣線中環至旺角段軌道工程
- 港鐵西灣河站 （車站大堂）
- 港鐵筲箕灣站
- 將軍澳支線
- 港鐵尖東站
- 港鐵東鐵綫道床更換工程
- 港鐵迪士尼站
- 港鐵大圍車廠
- 港鐵洪水橋站
- 新加坡牛車水地鐵站
- 新加坡合樂地鐵站
- 新加坡美華地鐵站
- 新加坡淡濱尼東地鐵站
- 新加坡武吉班讓輕軌
- 沙中綫合約編號1111紅磡站北面隧道工程

#### 機場相關
- 國泰航空貨運站
- 超級一號貨站（金門-保華聯營）
- 香港國際機場中場客運廊
- 香港國際機場北衛星客運廊
- 香港國際機場旅客捷運系統及行李處理系統隧道和相關工程
- 香港國際機場二號客運大樓擴建工程
- 香港國際機場多式聯運中轉客運大樓封閉行車橋及相關道路工程

#### 水利工程
- 前樂安排海水化淡廠
- 淨化海港計劃第二期甲
- 淨化海港計劃（前稱策略性排污計劃）第一階段
- 西區、中區、東區、西灣、九龍西及荃灣東主要食水供應區的水壓管理及區域監測裝置建造工程
- 大埔食水處理廠
- 港島區污水幹渠

#### 地基工程
- 海洋公園纜車地基及維修徑工程
- 禾輋邨二期地基
- 安定邨三A期地基
- 美林邨一期地基
- 港鐵何東樓車廠南廠地基
- 廣福邨二期地基
- 蝴蝶邨六期地基
- 五旬節林漢光中學地基
- 天耀邨一期地基
- 景林邨四期地基
- 翠屏南邨翠榮、翠杏及翠杭樓（重建第六期）地基
- 石排灣邨二期地基
- 西九文化區香港故宮文化博物館地基工程
- 西九文化區演藝綜合劇場和周邊藝術廣場地庫地基工程
- 澳門新濠天地地基工程
- 日出康城第四期晉海地庫鑽孔樁的環形鋼筋預埋件
- 何文田常盛街九龍內地段第11257號住宅發展項目 – 平整地盤及地基工程
- 天水圍YOHO WEST地基工程
- 觀塘巧明街98號240號地段商業發展項目 – 設計及建造鋼管樁牆及地基工程
- 啟德AIRSIDE – 挖掘及橫向支撐及地基工程
- 將軍澳工業邨IE2.0發展項目C 先進製造業中心設計及地基建造工程
- 堅尼地城吉席街33至47號住宅及商業發展項目 – 地基、樁帽、挖掘及橫向支撐工程
- 高宏苑 – 地基及地盤平整工程
- 錦柏苑地基
- 威爾斯親王醫院重建計劃第二期（第一階段）拆卸及地基工程
- 香港司徒拔道1號友邦大廈重建計劃地基工程
- 兆湖苑地基工程
- 碧雲道地盤甲及高曦苑的公營房屋發展計劃的地基工程
- 數碼港擴建計劃地基及挖掘工程
- 火炭穗輝工廠大廈公營房屋發展計劃地基工程
- 元朗東成里地基工程
- 葵涌葵安工廠大廈公營房屋發展計劃的地基工程
- 香港雲地利道15號擬議住宅重建項目的地基和擋土結構工程
- 東涌第57區東涌市地段第45號商業發展項目地基工程
- 彩石邨瑰寶樓地基
- 東涌第133B區公屋地基工程
- 東涌第133C區居屋地基工程
- 葵涌(531號地段)物流發展項目地基工程
- 竹園第一期(B地盤)專用安置邨項目地基工程

#### 填海工程
- 沙田第一城填海工程
- 屯門新市鎮填海工程
- 竹篙灣第二階段填海工程
- 北青衣填海工程

#### 其他
- 南丫發電廠一期（金門西松聯營）
- 青山發電廠碼頭

### 建築

#### 商業大樓
- 怡和大廈
- 渣打銀行大廈
- 太古廣場三期
- 科學園第三期a及b建造工程合約
- 港島東中心
- 尖沙咀北京道一號
- 陸海通大廈重建
- 遮打大廈
- 交易廣場
- 英皇道1063號
- 置地廣場
- 太古坊
- 歷山大廈
- 沙田石門滙豐資訊中心扎樁
- 葵涌都會坊
- 銅鑼灣希慎廣場
- 銅鑼灣利園三期
- 太古坊常盛大廈重建項目
- 中環上海商業銀行總部重建項目
- 長沙灣美心集團中心
- 將軍澳Global Switch數據中心
- 觀塘海濱匯
- 灣仔皇后大道東46-56號「太古廣場六座」
- 香港怡東酒店舊址重建計劃（One Causeway Bay ）

#### 商場
- 香港凱悅酒店舊址重建計劃（國際廣場）
- 興利中心舊址重建計劃（希慎廣場）
- 東英大廈舊址重建計劃（The ONE）

#### 酒店
- 數碼港艾美酒店
- 半島酒店擴建工程
- 澳門威尼斯人酒店及西翼平台
- 海灣軒海景酒店擴建 – 鋼鐵結構工程
- 美利大廈酒店發展
- 富麗敦海洋公園酒店

#### 政府及社區建築
- 慈幼葉漢小學（舊校舍）加固工程
- 舊中區警署活化工程
- 添馬艦發展工程（設計A）
- 竹篙灣消防局暨救護站
- 竹篙灣警崗[3]
- 重置維多利亞公園游泳池
- 重置觀塘室內游泳池及足球場
- 聖保祿醫院重建地盤
- 高街西營盤社區綜合大樓
- 香港大學醫學院大樓擴建工程
- 香港大學百周年校園計劃及西環濾水廠重置[4][5][6][7][8][9][10][11]
- 零碳天地
- 高山劇場擴建工程
- 將軍澳彩明苑港澳信義會明道小學及寶覺中學
- 觀塘寶達邨秀茂坪天主教小學重置校舍
- 香港科學園第三期A.B.C工程合約
- 香港館 – 上海世界博覽會2010
- 水上樂園 (香港海洋公園)
- 西九文化區演藝綜合劇場進行地庫擴建及公共設施工程
- M+（完成新昌營造在解約時仍未完成的工程，直至完工為止）
- 西九文化區香港故宮文化博物館
- 西九文化區演藝綜合劇場及地庫延伸部分（L2）
- 西九文化區藝術廣場天橋及相關連接工程
- 將軍澳工業邨先進製造業中心
- 竹篙灣第二期臨時檢疫設施合約
- 日出康城服務設施大樓
- 觀塘綜合發展項目暨香港公務員學院
- 威爾斯親王醫院重建計劃第二期(第一階段) - 拆卸及地基工程
- 香港城市大學馬鞍山白石學生宿舍
- 數碼港擴建計劃上蓋工程
- 浸會醫院改建、加建及拆卸項目

#### 住宅
- 大窩口邨三期
- 寶林邨三期
- 華貴邨一期
- 白田邨四期
- 將軍澳維景灣畔
- 將軍澳The Parkside
- 將軍澳CAPRI
- 將軍澳MONTEREY
- 將軍澳海翩滙
- 將軍澳日出康城第九期MARINI、第十一期、第十二期
- 荃灣西站全·城滙
- 上環荷李活華庭
- 深井碧堤半島
- 麗星樓舊址重建計劃（上林）
- 鯉魚門邨鯉旺樓
- 興東邨
- 欣盛苑
- 康逸苑（藍田邨重建第五期）
- 慈康邨（原慈安苑三期，慈民邨重建第二期）
- 傲璇（司徒拔道）
- 北角港運城
- 牛頭角下邨貴華樓
- 長沙灣元州街、東京街和福榮街重建項目
- 東頭邨22座拆卸工程連獻主會溥仁小學獨立永久後梯加建工程
- 何文田邨改建和加建工程
- 肇輝臺12號
- 南里1號
- 聶歌信山道8號
- 寶珊道18號
- 西摩道25 - 35號住宅
- 中環堅道38 - 44號 - 瑧環
- 灣仔道/太原街前灣仔街市改建 - 壹環
- 深水灣道35號住宅發展項目
- 新界大嶼山嶼南道160 號
- 屯門第五十四區地盤二（欣田邨第一及第二期）
- 衛城道1號
- 嘉陵大廈重建項目（KADOORIA）
- 筲箕灣Island Residence
- 沙田九肚第565號地段56A區住宅發展項目澐瀚
- 深水灣徑8-12號住宅發展項目
- 香港碧荔道55-57號 住宅重建項目主要工程合約
- 紅磡煥然懿居
- 大埔白石角科研路的大埔市地段第214號鷹君集團發展項目（朗濤）
- 大埔白石角創新路的大埔市地段第226號嘉華國際發展項目（嘉熙）
- 錦峰華僑城二期
- 九龍龍翔道188號
- 何文田站一期物業發展項目（朗賢峯）
- 何文田站二期物業發展項目（瑜一）
- 港鐵油塘通風樓項目
- 長沙灣東京街28號重建項目（瑜悅）
- MONACO
- 香港山頂文輝道第2、4、6及8號發展項目

## 資料來源
1. ↑  . 金門建築.   [2019年2月9日]. （原始内容存档于2019年2月9日）.
2. ↑  . 金門建築.   [2019年2月9日]. （原始内容存档于2019年2月9日）.
3. ↑   (PDF).   [2012-04-14]. （原始内容存档 (PDF)于2015-12-30）.
4. ↑  金門建築官方網頁上的介紹[永久]
5. ↑  明報：配水庫搬進港大山洞 配合校園擴建  工程費達5.3億[]
6. ↑  .   [2009-03-25]. （原始内容存档于2016-03-05）.
7. ↑  .   [2009-03-25]. （原始内容存档于2008-06-17）.
8. ↑  蘋果日報：首個岩洞配水庫　藏身港大後山 的存檔，存档日期2008-02-14.
9. ↑  東方日報：港大擴建配水庫移入山洞[永久]
10. ↑  大公報：岩洞內建配水庫創先河 的存檔，存档日期2008-04-30.
11. ↑  港大百周年校園 - 百年宏願：古蹟保育 的存檔，存档日期2014-08-28.

## 外部連結
- 金門建築官方網址 （页面存档备份，存于）